# Mars-sous-Bourcq
Mars-sous-Bourcq är en kommun i departementet Ardennes i regionen Grand Est (tidigare regionen Champagne-Ardenne) i nordöstra Frankrike. Kommunen ligger  i kantonen Vouziers som ligger i arrondissementet Vouziers. År 2022 hade Mars-sous-Bourcq 62 invånare.

## Befolkningsutveckling
Antalet invånare i kommunen Mars-sous-Bourcq
Referens: INSEE